# 토이 (대한민국의 음악 그룹)
토이(영어: Toy)는 대한민국의 원맨 프로젝트 밴드이다.

## 결성 및 활동
유희열은 1992년 제4회 유재하 음악경연대회에서 〈달빛의 노래〉로 대상을 받았으며, 이를 바탕으로 엔지니어 출신의 윤정오와 의기투합하여, 그룹을 만들었다. 그룹명은 유희열과 윤정오의 첫 영문 이니셜인 'Y'를 따서 Two + Y = Toy가 되었다. 1994년 첫 번째 앨범 《TOY》를 발표했다.
1집 발표 후 유희열은 해군에 입대하고, 윤정오는 미국 유학을 가게 되면서, 토이는 유희열의 솔로 프로젝트 체제로 운영되었다. 유희열은 제대 후 1996년에 2번째 앨범 《Youheeyeol》을 발표했다. 1997년 3번째 앨범 《Present》, 1998년 4번째 앨범 《A Night In Seoul》, 2001년 5번째 앨범 《Toy 5th Fermata》를 발표했다. 그리고, 2007년 11월에 6집 《Thank You》를 발매했다. 6집의 타이틀 곡은 객원 보컬 이지형이 피쳐링한 〈뜨거운 안녕〉이다. 7년만에, 2014년 11월에 7집 《Da Capo》를 발매했다. 7집의 타이틀 곡은 성시경이 피쳐링한 〈세 사람〉이다.
유희열 특유의 감성적인 음악 스타일과, 각 앨범마다 높은 완성도를 가지고 있어 평론가들에게 좋은 평가를 받고 있다는 점, 그리고 원맨 밴드로써 다양한 객원 보컬을 기용한다는 특징이 있다.

## 발매 앨범
| 년도 | 제목             | 비고 |
| ---- | ---------------- | --- |
| 1995 | TOY              | - 발매일자: 1995년 10월 9일 - 참여: 조규찬, 박상균, 장필순 - 음반사: 하나뮤직                                                                                |
| 1997 | YOUHEEYEOL       | - 발매일자: 1997년 2월 7일 - 참여: 김연우, 이장우, 조규찬 - 음반사: 킹레코드 / 신나라뮤직                                                                    |
| 1998 | Present          | - 발매일자: 1998년 10월 1일 - 참여: 조규찬, 이재형, 조삼희, 최진우, 신해철, 변재원, 이철민(이승환), 박용준 - 음반사: Orange, E&E Media                       |
| 2000 | A NIGHT IN SEOUL | - 발매일자: 2000년 1월 6일 - 참여: 김연우, 김장훈, 윤종신, 윤상, 김형중, 조원선, 변재원, 하림 - 음반사: Orange                                               |
| 2002 | Fermata          | - 발매일자: 2002년 5월 17일 - 참여: 김형중, 김연우, 윤정오, 조트리오, 윤상, 최진우, 박인영, 조원선, 성시경, 이적, 이승환 - 음반사: Universal Music           |
| 2008 | Thank You        | - 발매일자: 2008년 11월 21일 - 참여: 조원선, 이규호, 이지형, 윤하, 김형중, 성시경, 윤상, 루시드 폴, 김민규, 김연우 - 음반사: 안테나, 엠넷미디어              |
| 2015 | Da Capo          | - 발매일자: 2015년 11월 5일 - 참여: 이적, 성시경, 김동률, 선우정아, 김예림, 권진아, 다이나믹 듀오, 자이언티, 빈지노, 크러쉬, 이수현 - 음반사: 안테나, CJ E&M |

| 년도 | 제목     | 비고                                                                                        |
| ---- | -------- | ------------------------------------------------------------------------------------------- |
| 2002 | Toy Live | - 발매일자: 2002년 11월 6일, 2008년 11월 21일 - 음반사: Universal Music, 안테나, 엠넷미디어 |

## 수상 내역
- 2009년 제6회 한국대중음악상 올해의 음악인상, 최우수 팝 노래상
- 2015년 제7회 멜론뮤직어워드 TOP10

### 가요 프로그램 1위
| 연도            | 수상 내역 (총 3회)                                                                              |
| --------------- | ----------------------------------------------------------------------------------------------- |
| 2008년 (총 1회) | - 뜨거운 안녕 (총 1회) - 1월 25일 KBS 《뮤직뱅크》 K-Chart 1위                                  |
| 2014년 (총 2회) | - 세 사람 (총 2회) - 11월 28일 KBS 《뮤직뱅크》 K-Chart 1위 - 11월 29일 MBC 《쇼 음악중심》 1위 |

## 같이 보기
- 유희열

## 참조
1. ↑  토이, 노래도 인생도 쉬엄쉬엄 《동아일보》, 2001년 5월 21일
2. ↑  김예나 (2014년 11월 22일). “‘유희열의 실험정신’…토이 7집은 민폐였을까”. tv리포트. 2014년 11월 23일에 확인함.